# Bunești (Suceava)
Bunești es una comuna ubicada en el distrito de Suceava, Rumania.

## Superficie
Posee una superficie de 28,89 kilómetros cuadrados.

## Demografía
Hasta 2021 la población era de 2759 habitantes, con una densidad de población de 95,50 habitantes por kilómetro cuadrado.